# Comando Nowotny
El Comando Nowotny (Kommando Nowotny) fue un Gruppe de combate de la Luftwaffe, que se formó durante los últimos meses de la Segunda Guerra Mundial para probar y establecer las tácticas para el combate del avión Messerschmitt Me 262, y fue creado y ordenado por primera vez por Walter Nowotny, de quien tomó su nombre.

## Historia
El Comando Nowotny fue formado el 26 de septiembre de 1944 en Achmer y Hesepe con el Stab/Kommando Nowotny del Stab III./Zerstörergeschwader 26 (ZG 26), el 1./Kommando Nowotny del 9./ZG 26, el 2./Kommando Nowotny del 8./ZG 26 y el 3./Kommando Nowotny (nuevo). Por lo tanto su poderío era de 3 3 Staffeln y un Stab.
El 3 de octubre de 1944 alcanzó su estado operacional con una dotación de alrededor de 40 interceptores Messerschmitt Me 262A-1a. Durante el siguiente mes y medio la unidad operó contra aviones aliados, mientras que al mismo tiempo trataba de establecer tácticas adecuadas para una unidad de aviones de reacción. También tuvo que lidiar con muchos problemas técnicos que aquejaban al aún novedoso Me 262.
Esta unidad fue la primera en darse cuenta de que la presencia de un escuadrón de protección de cazas monomotor de hélice como el Bf 109 y el FW 190 era una necesidad para los aviones de reacción, ya que el Me 262 no podía maniobrar o acelerar bien a baja velocidad, por lo que era un blanco fácil para cualquier caza Aliado durante el despegue y el aterrizaje.
Debido a la naturaleza experimental de la unidad, y las dificultades técnicas en la operación de los aviones de reacción, la unidad tenía un historial menos que ilustre. Fueron confirmados un total de 22 aviones enemigos derribados por la pérdida de 26 Messerschmitt Me 262. Poco después de la muerte de Walter Nowotny el 8 de noviembre de 1944, la unidad fue renombrada como el III Grupo/7.º Escuadrón de Caza el 19 de noviembre de 1944, y por lo tanto dejó de existir como una unidad independiente.
El 262.º Comando de Testeo Operacional, debió proporcionar los Messerschmitt Me 262 a la unidad en el momento de ser disuelta el 26 de septiembre de 1944.

## Comandante de Grupo
- Mayor Walter Nowotny - (26 de septiembre de 1944 - 8 de noviembre de 1944)
- Mayor Erich Hohagen - (noviembre de 1944 - 19 de noviembre de 1944)

## Conformación del 26 de septiembre de 1944
- Stab/Comando Nowotny desde el Stab/III Grupo/26.º Escuadrón de Caza Pesado.
- 1.º Escuadrilla/Comando Nowotny/desde la 9.º Escuadrilla/26.º Escuadrón de Caza Pesado.
- 2.º Escuadrilla/Comando Nowotny/desde la 8.º Escuadrilla/26.º Escuadrón de Caza Pesado.
- 3.º Escuadrilla/Comando Nowotny/Nuvo.

Alcanzado estado operacional del 3 de octubre de 1944, con unos 40 interceptores Messerschmitt Me 262A-1a.
El 19 de noviembre de 1944 es redesignado al III Grupo/7.º Escuadrón de Caza:
- Stab/Comando Nowotny como el Stab/III Grupo/7.º Escuadrón de Caza.
- 1.º Escuadrilla/Comando Nowotny como la 9.º Escuadrilla/7.º Escuadrón de Caza.
- 2.º Escuadrilla/Comando Nowotny como la 10.º Escuadrilla/7.º Escuadrón de Caza.
- 3.º Escuadrilla/Comando Nowotny como la 11.º Escuadrilla/7.º Escuadrón de Caza.

## Bases
| Septiembre de 1944 – noviembre de 1944 | Achmer y Hesepe | Me 262A-1a |

## Perdidas
| W.Nr.  | Fecha                  | Destino | Piloto                                                   |
| ------ | ---------------------- | --- | -------------------------------------------------------- |
| 170041 | 4 de octubre de 1944   | Tras fallar el tren de rodaje durante el aterrizaje en Braunschweig-Waggum                                            | Hauptmann Franz Schall.                                  |
| 170044 | 4 de octubre de 1944   | Tras fallar el motor durante el aterrizaje en Hesepe, un 75% dañado                                                   | Oberleutnant Alfred Teumer, muere en el accidente aéreo. |
| 170292 | 5 de octubre de 1944   | Tras terminarse el combustible, que resulta en un aterrizaje de emergencia en Autobahn cerca Braunschweig, 10% dañado | Oberfeldwebel Helmut Baudach.                            |
| 170307 | 7 de octubre de 1944   | Derribado durante el despegue                                                                                         | Oberfeldwebel Heinz Arnold.                              |
| 110395 | 7 de octubre de 1944   | | Oberfähnrich Heinz Russell.                              |
| 110405 | 7 de octubre de 1944   | Derribado durante el despegue                                                                                         | Leutnant Gerhard Kobert.                                 |
| 110388 | 12 de octubre de 1944  | Tras terminarse el combustible, que resulta en un aterrizaje de emergencia en Steenwyk, 15% dañado                    | Oberleutnant Paul Bley.                                  |
| 110402 | 12 de octubre de 1944  | Tras terminarse el combustible, que resulta en un aterrizaje de emergencia en Bramel, 10% dañado                      | Feldwebel Helmut Lennartz.                               |
| 110399 | 13 de octubre de 1944  | | Oberingenieur Leithner.                                  |
| 110401 | 13 de octubre de 1944  | | Oberfähnrich Heinz Russell.                              |
| 110419 | 28 de octubre de 1944  | | Hauptmann Franz Schall.                                  |
| 110481 | 28 de octubre de 1944  | Se estrelló en el despegue en Achmer, 99% dañado                                                                      | Oberleutnant Paul Bley, muere en el accidente aéreo.     |
| 110387 | 29 de octubre de 1944  | | Leutnant Alfred Schreiber.                               |
| 110386 | 1 de noviembre de 1944 | | Oberfähnrich Willi Banzhaff.                             |
| 110368 | 2 de noviembre de 1944 | | Unteroffizier Zöllner                                    |
| 170278 | 2 de noviembre de 1944 | | Oberfeldwebel Siegfried Göbel.                           |
| 170310 | 4 de noviembre de 1944 | | Oberfeldwebel Zander                                     |
| 110403 | 4 de noviembre de 1944 | | Oberfeldwebel Siegfried Göbel                            |
| 110483 | 4 de noviembre de 1944 | | Oberfähnrich Willi Banzhaff, muere en acción (K.I.A.)    |
| 110389 | 6 de noviembre de 1944 | Desconocido, 50% dañado                                                                                               | Leutnant Spangenberg.                                    |
| 110402 | 6 de noviembre de 1944 | Tras terminarse el combustible, que resulta en un aterrizaje de emergencia en Ahlhorn, 30% dañado                     | Oberfeldwebel Freutzer.                                  |
| 110490 | 6 de noviembre de 1944 | Tras terminarse el combustible, que resulta en un aterrizaje de emergencia en Bremen, 30% dañado                      | Feldwebel Helmut Lennartz.                               |
| 170045 | 6 de noviembre de 1944 | Tras fallar el tren de rodaje durante el aterrizaje en Hesepe                                                         | Feldwebel Erich Büttner.                                 |
| 110400 | 8 de noviembre de 1944 | Choca después de un combate aéreo, 100% dañado                                                                        | Major Walter Nowotny, muere en acción (K.I.A.)           |
| 110404 | 8 de noviembre de 1944 | Se le apaga el motor a una altitud de 9.000 m, luego de un combate aéreo, 100% dañado (rescatado)                     | Hauptmann Franz Schall.                                  |
| 170293 | 8 de noviembre de 1944 | Un neumático explotó durante el despegue, 35% dañado                                                                  | Feldwebel Erich Büttner.                                 |